# Harry Stubbs
Harry Oakes Stubbs, né le 7 décembre 1874 à Southampton (Hampshire) et mort le 9 mai 1950 à Los Angeles (quartier de Woodland Hills, Californie), est un acteur américain d'origine anglaise.

## Biographie
Né en Angleterre, émigré en 1891 aux États-Unis, Harry Stubbs (devenu citoyen américain) y débute au théâtre et joue notamment à Broadway dans huit pièces, depuis The Bad Samaritan de George Ade (en) (1905, avec George F. Marion) jusqu'à The Big Fight de Milton Herbert Gropper et Max Marcin (1928, avec le boxeur Jack Dempsey et Victor Kilian). Entretemps, citons The Butter and Egg Man de George S. Kaufman (1925-1926, avec Sylvia Field et Lucile Webster).
Au cinéma, après une première apparition dans son unique film muet, Locked Doors de William C. deMille (1925, avec Betty Compson et Theodore Roberts), il contribue à soixante-et-onze films parlants américains, les trois premiers sortis en 1929, dont Le Signe sur la porte de George Fitzmaurice (avec Rod La Rocque et Barbara Stanwyck).
Suivent entre autres Millie de John Francis Dillon (1931, avec Helen Twelvetrees et Robert Ames), L'Homme invisible de James Whale (1933, avec Claude Rains et Gloria Stuart) et L'Incendie de Chicago d'Henry King (1938, avec Tyrone Power et Alice Faye). Ses deux derniers films sortent en 1943, dont Frankenstein rencontre le loup-garou de Roy William Neill (avec Lon Chaney Jr. et Ilona Massey).
Harry Stubbs meurt d'une crise cardiaque en 1950, à 75 ans.

## Théâtre à Broadway (intégrale)

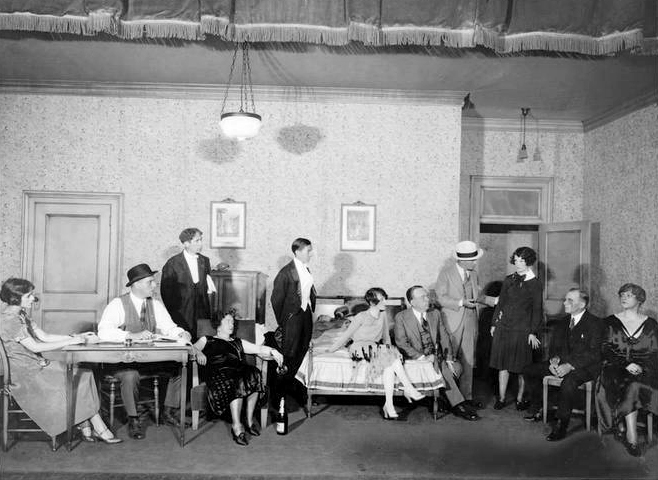
The Butter and Egg Man en 1925 à Broadway,
avec Harry Stubbs assis sur le lit

- 1905 : The Bad Samaritan de George Ade (en)
- 1908-1909 : A Gentleman from Mississippi d'Harrison Rhodes et Thomas A. Wise
- 1922 : The Endless Chain de (et mise en scène par) James Forbes : Billy Densmore
- 1922-1923 : Listening In de Carlyle Moore : Harry Van Sloan
- 1923 : The Dice of the Gods de Lillian Barrett : Roger Canby
- 1925-1926 : The Butter and Egg Man de George S. Kaufman, mise en scène de James Gleason : Bernie Sampson
- 1927-1928 : Nightstick de John Griffith Way, Elliott et J. C. Nugent et Elaine Sterne Carrington : Buck Bachman (rôle repris dans Alibi au cinéma en 1929 : voir ci-après)
- 1928 : The Big Fight de Milton Herbert Gropper et Max Marcin, mise en scène de David Belasco : Dr Driggs

## Filmographie partielle

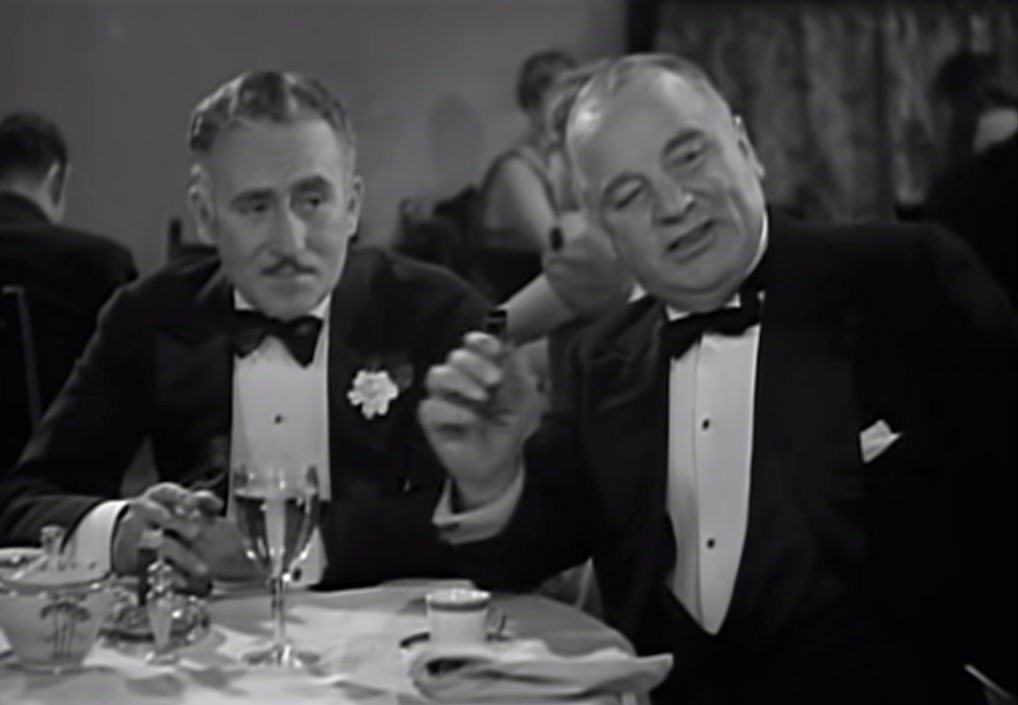
Avec John Halliday (à g.), dans Millie (1931)

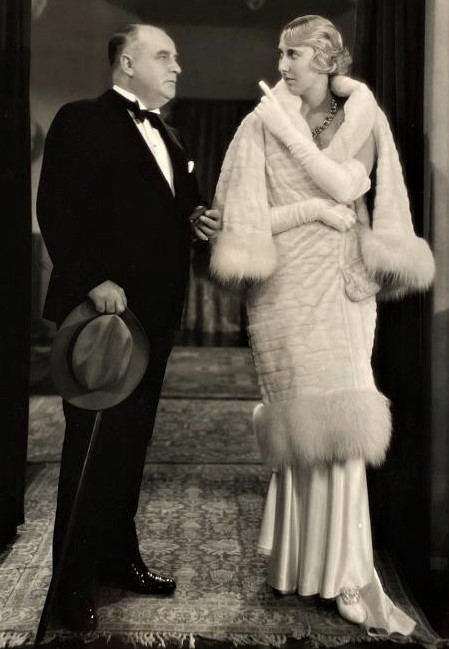
Avec Charlotte Greenwood, dans Stepping Out (1931)

- 1925 : Locked Doors de William C. deMille : rôle non spécifié
- 1929 : Alibi de Roland West : Buck Bachman
- 1929 : Le Signe sur la porte (The Locked Door) de George Fitzmaurice : le serveur
- 1930 : Buster s'en va-t-en guerre (Doughboys) d'Edward Sedgwick : un sergent
- 1930 : The Bad One de George Fitzmaurice : le marin
- 1930 : Vingt-et-un ans (The Truth About Youth) de William A. Seiter : Horace Waddles Palmer
- 1931 : Millie de John Francis Dillon : Mark Marks
- 1931 : Her Majesty, Love de William Dieterle : Hanneman
- 1931 : Une tragédie américaine (An American Tragedy) de Josef von Sternberg : un employé du tribunal
- 1931 : Fanny Foley Herself de Melville W. Brown
- 1931 : Stepping Out de Charles Reisner : Tubby Smith
- 1932 : Captive (Letty Lyon) de Clarence Brown : un steward du navire
- 1932 : Crooner de Lloyd Bacon : le régisseur
- 1932 : L'Homme qui jouait à être Dieu (The Man Who Played God) de John G. Adolfi : Tom Chittendon
- 1933 : The Mind Reader de Roy Del Ruth : Thompson
- 1933 : L'Homme invisible (The Invisible Man) de James Whale : l'inspecteur Bird
- 1934 : All of Me de James Flood : le deuxième homme à Speakeasy
- 1934 : C'est pour toujours (Now and Forever) d'Henry Hathaway : Harry O'Neil
- 1934 : L'École de la beauté (Search for Beauty) d'Erle C. Kenton : le gros homme alité
- 1935 : Votez pour moi (Thanks a Million) de Roy Del Ruth : le directeur de campagne
- 1935 : Le Monstre de Londres (Werewolf of London) de Stuart Walker : le policier Jenkins
- 1936 : L'Or maudit (Sutter's Gold) de James Cruze : John Jacob Astor
- 1936 : L'Ange blanc (The White Angel) de William Dieterle : un sergent
- 1936 : Une aventure de Buffalo Bill (The Plainsman) de Cecil B. DeMille : John F. Usher
- 1937 : L'Amour à Waikiki (Waikiki Wedding) de Frank Tuttle : Keith
- 1937 : Sur l'avenue (On the Avenue) de Roy Del Ruth : Kelly
- 1937 : London by Night de Wilhelm Thiele
- 1938 : L'Incendie de Chicago (In Old Chicago) d'Henry King : le délégué à l'incendie
- 1938 : Circus Kid (Peck's Bad Boy with the Circus) d'Edward F. Cline : Hank
- 1938 : Doctor Rhythm de Frank Tuttle
- 1938 : Marie-Antoinette (Marie Antoinette) de W. S. Van Dyke : le deuxième conseiller
- 1940 : Le Retour de l'homme invisible (The Invisble Man Returns) de Joe May : le policier Tewsbury
- 1940 : Une dépêche Reuter (A Dispatch from Reuter's) de William Dieterle : un membre du conseil d'administration
- 1940 : La Valse dans l'ombre (Waterloo Bridge) de Mervyn LeRoy : le propriétaire d'Eating House
- 1940 : La Femme aux brillants (Adventure in Diamonds) de George Fitzmaurice : le gros homme sur le bateau
- 1940 : La Main de la momie (The Mummy's Hand) de Christy Cabanne : le barman
- 1940 : Margie d'Otis Garrett et Paul Gerard Smith : le majordome
- 1941 : Le Loup-garou (The Wolf Man) de George Waggner : le révérend Norman
- 1942 : L'Escadrille des aigles (Eagle Squadron) d'Arthur Lubin : un cockney
- 1942 : La Voix de la terreur (Sherlock Holmes and the Voice of Terror) de John Rawlins : le chauffeur du taxi 3016
- 1942 : Ten Gentlemen from West Point d'Henry Hathaway : un sénateur
- 1943 : Frankenstein rencontre le loup-garou (Frankenstein Meets the Wolf Man) de Roy William Neill : Guno
- 1943 : Obsessions (Flesh and Fantasy) de Julien Duvivier : un propriétaire